# First Niagara
First Niagara est une banque américaine basée à Buffalo, présente dans l'État de New York, dans le Connecticut et en Pennsylvanie.

## Histoire

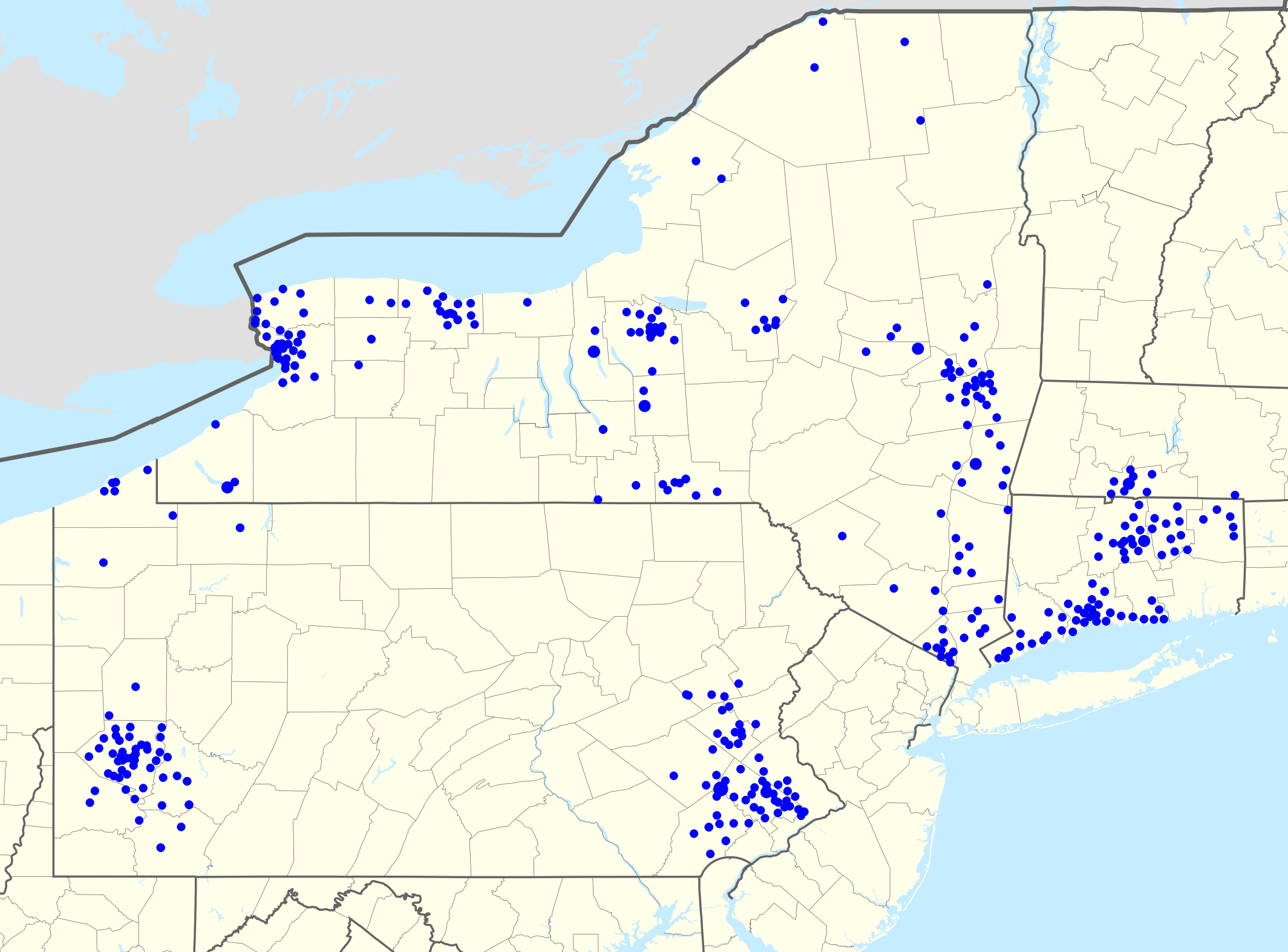
Carte des implantations de First Niagara en 2013.

À la suite de l'acquisition de National City par PNC en octobre 2008, ce dernier est obligé par les autorités de la concurrence à vendre à First Niagara  une cinquantaine d'agences située à Pittsburgh et à Érié.
En juillet 2009, First Niagara acquiert pour 237 millions de dollars Harleysville National, une banque de petite taille, possédant 83 agences et 1 100 employés, présente dans l'agglomération de Philadelphie
En août 2010, First Niagara acquiert NewAlliance Bancshares, principalement présent avec 160 agences dans le Connecticut et dans le Massachusetts, pour 1,5 milliard de dollars.
En juillet 2011, First Niagara acquiert pour 1 milliard de dollars 195 agences à HSBC dans l'État de New York , notamment dans l'agglomération de Buffalo,.
En janvier 2012, à la suite de cette acquisition KeyBank acquiert pour 110 millions de dollars, 37 implantations d'HSBC et de First Niagara dans l'État de New-York
En octobre 2015, KeyCorp acquiert First Niagara pour 1,4 milliard de dollars, les deux banques sont présentes dans l'état de New York, notamment.
La fusion entre First Niagara et KeyBank a été réalisée en 2016 et était estimée à 4,1 milliards de dollars.